# Nina Berberova
Nina Nikolayevna Berberova (em russo:  Ни́на Никола́евна Бербе́рова; 26 de julho de 1901 – 26 de setembro de 1993) foi uma escritora russa, conhecida por narrar a vida de emigres russos em Paris em seus contos e romances. Sua revisão de 1965 da tradução de Constance Garnett de Anna Karenina de Liev Tolstói com Leonard J. Kent é considerada a melhor tradução do romance para o inglês feita até hoje.

## Vida
Nascida em 1901 de pai armênio e mãe russa, Nina Berberova foi criada em São Petersburgo .   Ela emigrou da Rússia Soviética para a República de Weimar em 1922 com o poeta Vladislav Khodasevich (que morreu em 1939), então seu marido. O casal viveu em Berlim até 1924 e depois se estabeleceu em Paris . Lá, Berberova se tornou uma colaboradora permanente da publicações de emigrantes brancos como Posledniye Novosti ("As Últimas Notícias"), onde publicou contos, poemas, críticas de filmes e crônicas da literatura soviética . Ela também escreveu para muitas outras publicações de emigrantes russos sediadas em Paris, Berlim e Praga. As histórias reunidas em Oblegchenie Uchasti ("A flexibilização do destino") e Biiankurskie Prazdniki ("Fiestas de Billancourt") foram escritas durante esse período. 
Berberova também escreveu a primeira biografia em livro do compositor Pyotr Ilyich Tchaikovsky em 1936, que foi profundamente controversa na época por sua franqueza sobre a homossexualidade do compositor. Em Paris, ela fazia parte de um círculo de refugiados literários russos pobres, mas ilustres, que incluía Vladimir Nabokov, Boris Pasternak, Marina Tsvetaeva e Vladimir Mayakovsky . Ela se tornou uma colaboradora permanente do semanário Russkaia Mysl' ("Pensamento Russo") desde a sua criação, em 1940.

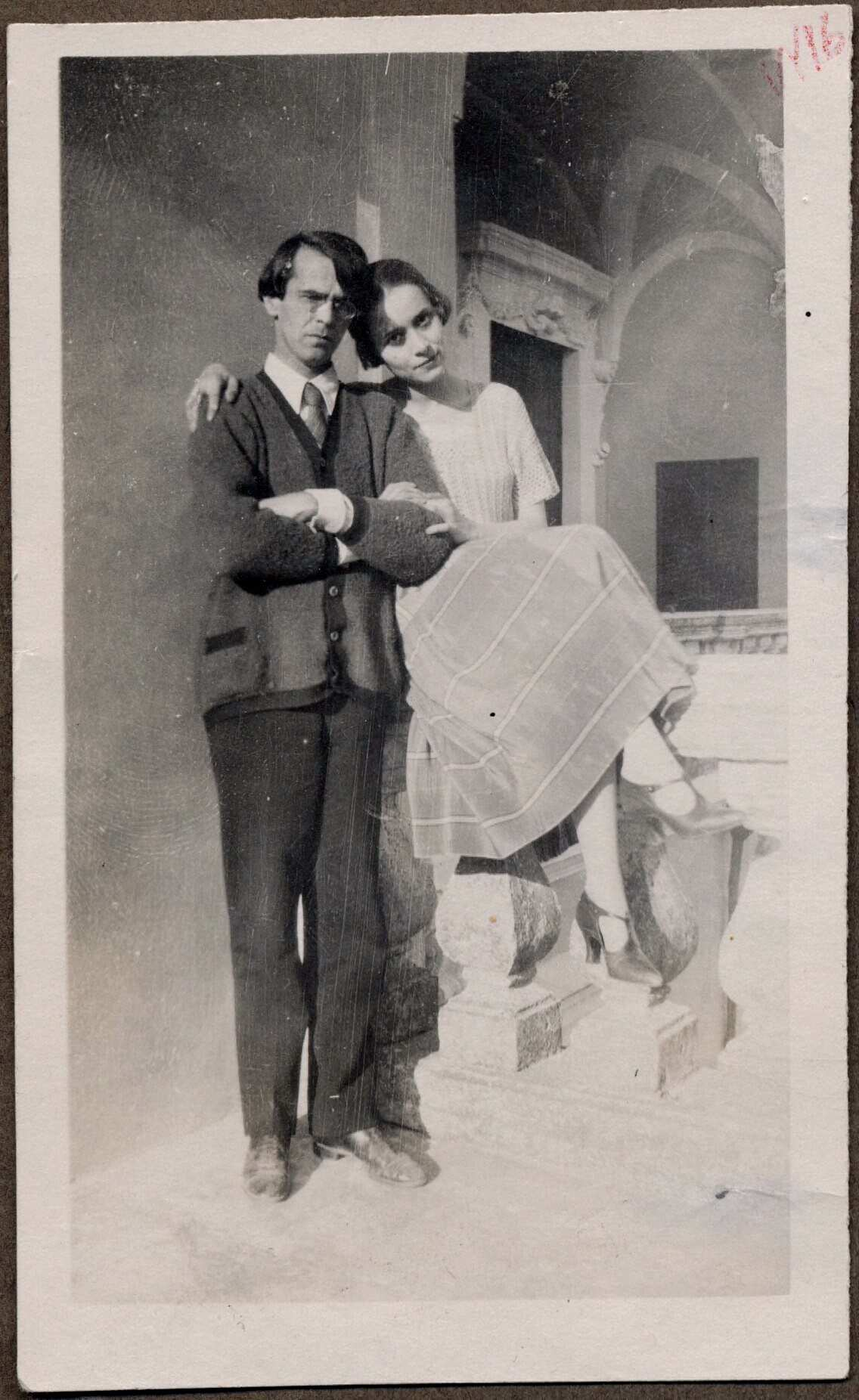
Nina Berberova e seu marido, o escritor Vladislav Khodasevich em Sorrento em 1925

Depois de viver em Paris por 25 anos, Berberova emigrou para os Estados Unidos em 1950 e se tornou cidadã americana em 1959. Em 1954, ela se casou com George Kochevitsky, pianista e professor russo.  Ela começou sua carreira acadêmica em 1958, quando foi contratada para ensinar língua russa na Universidade de Yale . Ela continuou a escrever enquanto lecionava e publicou vários povesti (contos longos), críticas literárias e algumas poesias. Ela deixou Yale em 1963 para trabalhar na Universidade de Princeton, onde lecionou até sua aposentadoria em 1971. Berberova mudou-se de Princeton, Nova Jersey, para Filadélfia em 1991.
A autobiografia de Berberova, que detalha sua infância e seus anos na França, terminando com sua mudança para os Estados Unidos e seus primeiros anos lá, foi escrita em russo, mas publicada primeiro em inglês como The Italics are Mine (Harcourt, Brace & World, 1969). Nele, ela faz um relato vívido da vida literária de Petersburgo e de Paris durante os anos de emigração, e seus contatos com Anna Akhmatova, Boris Pasternak, Aleksndr Blok, Nabokov, Gorki e Fiodor Sologub. A edição russa, Kursiv Moi, foi publicada pela Ardis Publishers, em Michigan, nos Estados Unidos, mas não foi publicada na Rússia até a glasnost.

## Traduções em inglês
- Anna Karenina, com Leonard J. Kent Random House 1965, republicado pela Modern Library 2000.
- O Acompanhante, William Collins Sons, 1987.
- Os itálicos são meus, Vintage, 1993.
- Aleksandr Blok: Uma Vida, George Braziller, 1996.
- Cabo das Tormentas, Novas Direções 1999.
- As Damas de São Petersburgo, Novas Direções, 2000.
- The Tattered Cloak and Other Stories, Knopf 1991, reimpresso New Directions 2001.
- O Livro da Felicidade, Novas Direções, 2002.
- Moura: A Vida Perigosa da Baronesa Budberg, NYRB Classics, 2005.
- Contos de Billancourt, Novos Rumos, 2009.